# Mazzy Star
Mazzy Star ist eine US-amerikanische Alternative-Rock-Band aus Los Angeles, die 1989 von David Roback (1958–2020) und Hope Sandoval gegründet wurde.

## Geschichte
David Roback spielte zunächst als Gitarrist in der Paisley-Underground-Band Rain Parade, stieg nach dem Debütalbum aber wieder aus, um die Gruppe Clay Allison mit Kendra Smith (ehemals The Dream Syndicate) zu gründen, aus denen später Opal wurde. Durch eine Demoaufnahme wurde er auf Hope Sandoval aufmerksam und nahm sie in die Gruppe auf, wo sie während der Abschlusstour Kendra Smith als Sängerin ersetzte. Weitere Mitglieder waren Will Glenn (ehemals Rain Parade) und Keith Mitchell (ehemals Green on Red). Nach der Auflösung der Gruppe setzten Roback und Sandoval ihre Arbeit als Duo unter dem Namen Mazzy Star fort. Die Texte schrieb Hope Sandoval, während David Roback das Komponieren übernahm. Darüber hinaus bestand die Band aus wechselnden Begleitmusikern.
Die erste Platte She Hangs Brightly wurde 1990 veröffentlicht und bot melancholischen, gitarrengestimmten Folkpop, psychedelische Stücke und Anklänge von Delta Blues und Hard Rock. Die Texte waren düstere Geschichten von ungesunden Beziehungen, unerfüllter Liebe oder drohendem Abschied, oft kryptisch. Die zweite Platte So Tonight That I Might See führte diesen Weg weiter, nur der Blues war fast verschwunden und der Rockanteil gemildert. Die letzte offizielle Platte, Among My Swan, ist das musikalisch homogenste Werk von Mazzy Star, mit nur noch wenigen harschen Gitarrenparts und wenig Psychedelia. Es enthielt vor allem romantische, sphärische, von eingängigen Moll-Melodien getragene Songs. Das letzte Stück Look On down from the Bridge ist ein Abgesang auf die Band Mazzy Star, die zwar noch existiert, aber für lange Zeit keine Alben mehr veröffentlichte.
Erst 2009 teilte Hope Sandoval in einem Interview mit, dass ein weiteres Mazzy-Star-Album bereits fertiggestellt sei. Es dauerte weitere vier Jahre, bis das Album mit dem Titel Seasons of Your Day am 24. September 2013 erschien. Erstmals konnte sich die Band damit auch in vielen europäischen Ländern in den Charts platzieren.
Das erfolgreichste Lied von Mazzy Star ist Fade into You, welches 1993 auf dem Album So Tonight That I Might See erschien und als Single mit zugehörigem Video ausgekoppelt wurde.
Der Song Into Dust wurde in der Serie "Superstore" (Staffel 2, Folge 22 "Tornado") als Teil des Soundtracks eingesetzt. Mindestens zwei weitere Lieder wurden in der Serie For All Mankind verwendet: Rhymes Of An Hour in Seven Minutes of Terror (Staffel 3, Folge 5) und Mary Of Silence in New Eden (Staffel 3, Folge 6). Look On Down From The Bridge wurde in zwei Folgen (1.6 und 7.6) von Rick and Morty eingesetzt.

## Diskografie
Alben
- 1990: She Hangs Brightly (Rough Trade Records, neu aufgelegt von Capitol Records)
- 1993: So Tonight That I Might See (Capitol)
- 1996: Among My Swan (Capitol)
- 2013: Seasons of Your Day (Rhymes of an Hour Records)
- 2015: Ghost Highway (Live-Album)
- 2018: Still (EP)

Singles
- 1990: Blue Flower
- 1993: Five String Serenade
- 1994: Fade into You
- 1995: Halah
- 1996: Flowers in December
- 2009: Into Dust (Download-Track)
- 2011: Common Burn/Lay Myself Down
- 2013: California
- 2014: I’m Less Here

## Auszeichnungen für Musikverkäufe
| Goldene Schallplatte - Dänemark - 2024: für die Single Fade into You - Italien - 2024: für die Single Fade into You - Neuseeland - 2024: für das Album So Tonight That I Might See - Spanien - 2025: für die Single Fade into You | 3× Platin-Schallplatte - Neuseeland - 2025: für die Single Fade into You |

Anmerkung: Auszeichnungen in Ländern aus den Charttabellen bzw. Chartboxen sind in ebendiesen zu finden.
| Land/RegionAuszeichnungen für Musikverkäufe (Land/Region, Auszeichnungen, Verkäufe, Quellen) | Gold     | Platin     | Verkäufe  | Quellen              |
| -------------------------------------------------------------------------------------------- | -------- | ---------- | --------- | -------------------- |
| Dänemark (IFPI)                                                                              | Gold1    | —          | 45.000    | ifpi.dk              |
| Italien (FIMI)                                                                               | Gold1    | —          | 50.000    | fimi.it              |
| Neuseeland (RMNZ)                                                                            | Gold1    | 3× Platin3 | 97.500    | radioscope.co.nz NZ2 |
| Spanien (Promusicae)                                                                         | Gold1    | —          | 30.000    | elportaldemusica.es  |
| Vereinigte Staaten (RIAA)                                                                    | —        | Platin1    | 1.000.000 | riaa.com             |
| Vereinigtes Königreich (BPI)                                                                 | Gold1    | Platin1    | 700.000   | bpi.co.uk            |
| Insgesamt                                                                                    | 5× Gold5 | 5× Platin5 |           |                      |